# Kabinett Konoe III

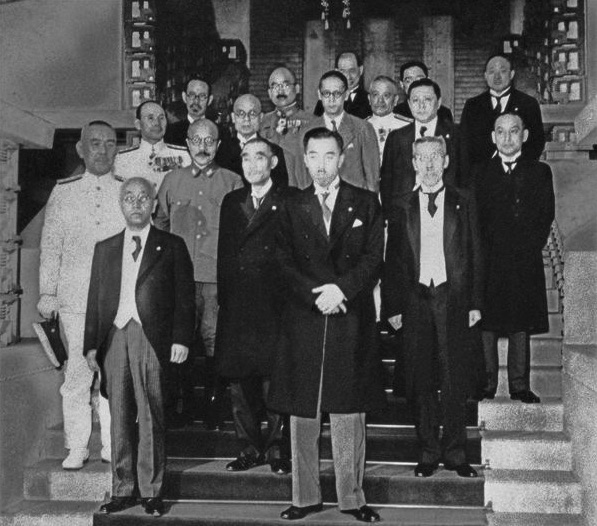
Drittes Konoe-Kabinett, 18. Juli 1941

Das Kabinett Konoe III (jap. 第三次近衛内閣, dai-sanji Konoe naikaku) regierte Japan unter Führung von Premierminister Konoe Fumimaro vom 18. Juli 1941 bis 18. Oktober 1941.
| Amt                                     | Name                                 | Kammer (Wahlkreis) | Fraktion |
| --------------------------------------- | ------------------------------------ | ------------------ | -------- |
| Premierminister                         | Konoe Fumimaro                       |                    |          |
| Außenminister                           | Toyoda Teijirō                       |                    |          |
| Innenminister                           | Tanabe Harumichi                     |                    |          |
| Finanzminister                          | Ogura Masatsune                      |                    |          |
| Heeresminister                          | Tōjō Hideki                          |                    |          |
| Marineminister                          | Oikawa Koshirō                       |                    |          |
| Justizminister                          | Konoe Fumimaro bis 25. Juli 1941     |                    |          |
| Justizminister                          | Iwamura Michiyo bis 18. Oktober 1941 |                    |          |
| Kultusminister                          | Hashida Kunihiko                     |                    |          |
| Minister für Landwirtschaft und Forsten | Ino Tetsuya                          |                    |          |
| Minister für Industrie und Handel       | Sakonji Seizō                        |                    |          |
| Minister für Kommunikation              | Murata Shōzō                         |                    |          |
| Eisenbahnminister                       | Murata Shōzō                         |                    |          |
| Kolonialminister                        | Toyoda Teijirō                       |                    |          |
| Ministerium für Wohlfahrt               | Koizumi Chikahiko                    |                    |          |
| Staatsminister                          | Hiranuma Kiichirō                    |                    |          |
| Staatsminister                          | Suzuki Teiichi                       |                    |          |
| Staatsminister                          | Yabagawa Heisuke                     |                    |          |

## Andere Positionen
| Amt                        | Name          |
| -------------------------- | ------------- |
| Chefkabinettssekretär      | Tomita Kenji  |
| Leiter des Legislativbüros | Murase Naokai |